# Eburia rufobrunnea
Eburia rufobrunnea là một loài bọ cánh cứng trong họ Cerambycidae.